# كيلي غالاغير
كيلي غالاغير (بالإنجليزية: Kelly Gallagher)‏ هي متزحلقة بريطانية، ولدت في 18 مايو 1985 في لندن في المملكة المتحدة.

## روابط خارجية
- كيلي غالاغير على موقع Paralympic.org (الإنجليزية)
- كيلي غالاغير على موقع IPC.InfostradaSports.com (مؤرشف) (الإنجليزية)
- كيلي غالاغير على موقع اللجنة البارالمبية البريطانية (الإنجليزية)